# Obrium bicolor
Obrium bicolor är en skalbaggsart som beskrevs av Ernst Gustav Kraatz 1862. Obrium bicolor ingår i släktet Obrium och familjen långhorningar. Inga underarter finns listade i Catalogue of Life.